# Assedio di Kasagi
L'assedio di Kasagi fu tra le prime battaglie della Guerra Genkō. Fu combattuta tra i sostenitori dell'imperatore Go-Daigo, che mirava a rovesciare lo shogunato Kamakura, e le forze dello shogunato guidate dai reggenti del clan Hōjō. La battaglia fu combattuta nel settembre (ottobre secondo il calendario giuliano) del 1331 nel tardo periodo Kamakura a Kasagi-dera, un tempio buddista fortificato, in cima al Kasagi-yama, distretto di Sōraku, provincia di Yamashiro (l'attuale città di Kasagi, distretto di Sōraku, prefettura di Kyoto).

## Battaglia

### La ribellione dell'imperatore
Il 24 agosto del primo anno dell'era Genkō (26 settembre 1331), l'imperatore Go-Daigo fuggì da Kyoto con il suo seguito. L'imperatore, si sposta al tempio Tōdai-ji di Nara e poi al tempio Kontai-ji nella città di Wazuka e il 27 agosto raggiunse il Monte Kasagi, al confine tra Yamato e Yamashiro. Qui l'imperatore radunò le sue truppe. In risposta, lo shogunato inviò Sasaki Tokinobu, al comando delle truppe di Ōmi e rinforzato con 800 cavalieri delle famiglie Kuga e Nakazawa della provincia di Tamba, per catturarlo. Il primo giorno del nono mese, quando 300 esploratori di questo esercito, sotto Takahashi Matashiro, si avvicinarono ai piedi del monte Kasagi, caddero in un'imboscata e furono messi in fuga dalla guarnigione del castello.

### Assedio
Lo Shogunato radunò 75 000 truppe a Uji il 1º settembre (3 ottobre) e iniziò ad attaccare il giorno successivo, assediando il Monte Kasagi. Sebbene le forze dell'imperatore fossero in forte svantaggio, con poco più di 3 000 uomini, combatterono in modo efficace contro lo shogunato, anche perché il Monte Kasagi era un punto strategico naturale.
La notte del 28 settembre (30 ottobre), la parte dell'imperatore subì un crollo totale quando Suyama Yoshitaka e Komiyama Jirō dello shogunato diedero fuoco alla montagna sotto il vento e la pioggia e il Monte Kasagi cadde definitivamente. L'imperatore, tuttavia, riuscì a scappare ma fu catturato pochi giorni dopo (con solo due compagni) quando cercò di unirsi ai suoi sostenitori che tenevano la Fortezza di Akasaka. Furono catturati un totale di 60 sostenitori dell'imperatore, dai cortigiani alle guardie e ai monaci di Nara e Kyoto, inclusi due dei figli dell'imperatore.

### Conseguenze
L'imperatore Go-Daigo fu scortato a Rokuhara (sede dello shogunato a Kyoto), dove il 9 settembre consegnò le insegne imperiali giapponesi (specchio, pietra preziosa e spada) al nuovo imperatore Kōgon (che regnò dal 1331 al 1333), dopo di che fu esiliato nelle Isole Oki nel Mar del Giappone. Tuttavia, la ribellione contro lo shogunato in suo nome non si placò, poiché il principe Morinaga e Kusunoki Masashige continuarono a combattere. La fortezza di Akasaka resistette per altre tre settimane e Morinaga e Kusunoki riuscirono a fuggire e a continuare le incursioni della guerriglia nelle province di Yamato e Kawachi fino al ritorno dell'imperatore nel 1333.